# Coals
Coals ist ein Elektropop-Duo aus der polnischen Woiwodschaft Schlesien, das aus Katarzyna "Kacha" Kowalczyk (geb. 1994 in Gliwice) und Łukasz Rozmysłowski (geb. 1995 in Mysłowice) besteht. Der Stil des seit 2014 aktiven Duos hat sich im Lauf der Zeit geändert, wird aber als eher melancholisch und traumartig beschrieben.

## Geschichte
Das Duo schloss sich 2014 zusammen, nachdem Kowalczyk einen Song von Rozmysłowski, der damals unter dem Künstlernamen Coast Range aktiv war, gecovert hatte. Sie trafen sich online und arbeiteten an einigen Songs, die sie in der EP Homework veröffentlichten. Im Oktober des gleichen Jahres traten sie zum ersten Mal live auf und spielten 2015 etwa auf Festivals in Mysłowice, Poznań und beim Off-Festival in Katowice. Nach dem Auftritt dort präsentierte der amerikanische Sender KEXP einen ihrer Lieder als „Song des Tages“ und nahm eine Livesession mit Coals auf. Neben anderen polnischen und europäischen Festivals traten sie danach auch beim Open’er Festival auf, wo sie 2018 und 2019 ihren Durchbruch hatten. Das Debütalbum Tamagotchi verzögerte sich lange und erschien im Oktober 2017. Von der Kritik wurde es gelobt. Mit der Single Sleepwalker kündigten Coals Ende 2019 den Release ihres zweiten Albums Docusoap an. Es wurde 2021 in der Kategorie „Alternative-Rock-Album“ für den Musikpreis Fryderyk nominiert. Mit der Veröffentlichung der Single dzwony Ende 2023 kündigten sie ihr drittes Album an. Im März 2024 veröffentlichte das Duo Sanatorium.

## Stil und Arbeitsweise
Coals’ frühe Arbeiten werden als eher zart und folk-artig beschrieben. Im Gegensatz zu Rozmysłowski sagte Kowalczyk 2021 einem Interview, sie würde sich damit nicht mehr identifizieren. Tamagotchi sah sie als Entwicklung in eine andere Richtung, das ein vielseitiges Bild einer Kindheit zeichnen soll. Sie singt auf dem Album meist auf Englisch. Eine Kritikerin beschrieb den Stil als „betörend trockenen, verwaschenen Elektro-/Dream-Pop“. Mit der EP Klan wurde der Stil Hip-Hop-artiger. Alle Tracks enthielten Features, etwa von den Rappern Piernikowski und Schafter sowie der Musikerin Dianka . Das Album Docusoap wird als moderner beschrieben, stärker elektronisch und von Trap beeinflusst. Trotzdem sei es melodiös und traumartig, und offensichtlich von der Hyperrealität des Internets inspiriert. Verbindend in der Musik sei eine melancholische oder nostalgische Stimmung, verbunden mit einer Faszination für Dunkelheit und Unwirklichkeit. Ein Kritiker beschrieb Sanatorium einerseits als Fortsetzung des bisherigen eklektizistischen Stils, andererseits aber als Weiterentwicklung, weil es etwa die Trap-Beats aufgebe. Erstmals sang Kowalczyk auf diesem Album auf Polnisch.
Die studierte Künstlerin Kacha Kowalczyk schreibt die Texte und singt, gelegentlich tritt sie auch als Komponistin auf. Sie verantwortet außerdem den visuellen Stil des Duos, der laut Kritik die Ästhetik von Heranwachsenden, 90er-Jahre-Nostalgie und typisch polnische Elemente vereint. Rozmysłowski, der einen Bachelor in Game-Design hat, spielt Gitarre und Keyboard, außerdem ist er Produzent und Komponist vieler Coals-Songs.
Kowalczyk ist außerdem Teil des experimentellen Electronica-Duos Muka (mit Paszka) und arbeitet als Sängerin mit anderen Künstlerinnen und Künstlern zusammen. Łukasz Rozmysłowski veröffentlicht seine Soloprojekte unter dem Namen Lucassi.

## Diskografie

### Alben
- 13. Oktober 2017: Tamagotchi (Wydawnictwo Agora)
- 8. Mai 2020: Docusoap (PIAS Poland & Eastern Europe)
- 22. März 2024: Sanatorium (PIAS Poland)

### EPs
- 2014: Homework
- 2019: Klan
- 2022: Rewal